# Victor Horn
Victor Horn (1919-2008) var en modstandsmand, politiassistent og medstifter af foreningen Niels Ebbesens Venner. Han kom fra Mesing ved Skanderborg, og kom ind i politiet i 1943 efter en kort periode i civilforsvaret. Efter en periode i København, kom han til Kolding, hvor han kom i forbindelse med modstandsbevægelsen. 
Horn arbejdede som sabotør i sydjyske områder under dæknavnet Hans Christensen. Han gik i 1944 under jorden og ind i en sabotagegruppe, og blev designeret kaptajn i de allieredes styrker, men tyskerne fandt hans uniform, og han blev eftersøgt. Flere gange var han i livsfare, og 15. marts 1945 gik det galt. Han blev under flugt fra Gestapo skudt, først i anklen og derefter i maven. Han overlevede, sad i Kolding arrest frem til befrielsen, og fortsatte i politiet efter krigen til hans pensionering i 1986. 
I 1960'erne var horn på tjeneste hos FN på Cypern med afstikkere til Jerusalem og Kairo. Fra 1977 var han formand for foreningen Niels Ebbesens Venner, der uddeler Niels Ebbesen Medaljen og komiteen til bevarelse af Mindelunden i Skæring. Han var desuden kredsformand i Danmarks-Samfundet i Rønde og repræsentant for De allieredes Våbenfæller i Århus. Han var medlem af Frihedskampens Veteraner, Våbenbrødrene i Aarhus og af Fouat – Foreningen af Officerer Uden for Aktiv Tjeneste.